# Johannes Tauler

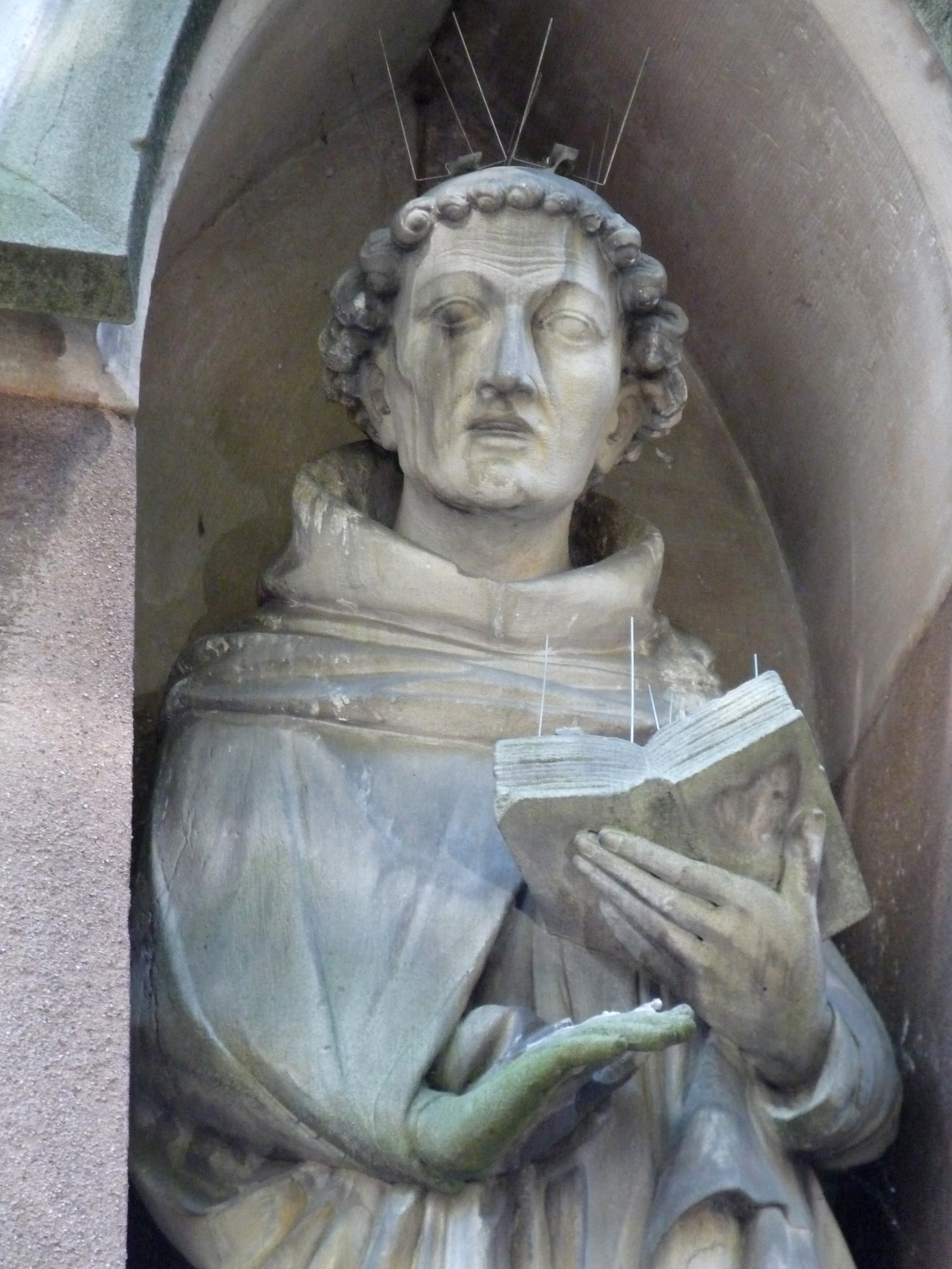
Staty av Tauler i Église Saint-Pierre-le-Jeune protestant i Strasbourg.

Johannes Tauler, född omkr. 1300, död 1361, tysk dominikanmunk, predikant och mystiker; anhängare av Eckhart, vars läror han sökte förena med kyrkoläran; skattades av Luther. Tauler är den store förkunnare av reningens väg som över upplysningens väg leder till förenings väg. Den mystiska förening är enligt Tauler kraftkällan till ett liv i Kristi efterföljd. Tauler betonar jämvikten mellan det aktiva och det kontemplativa livet, mellan den inre andliga fördjupningen och vardagslivets praktiska arbete.